# NGC 6966
NGC 6966 — двойная звезда в созвездии Водолей.
Этот объект входит в число перечисленных в оригинальной редакции «Нового общего каталога».